# Uretacris lilai
Uretacris lilai är en insektsart som beskrevs av Liebermann 1943. Uretacris lilai ingår i släktet Uretacris och familjen Tristiridae. Inga underarter finns listade i Catalogue of Life.